# Armand de Machault d'Arnouville
Armand de Machault d'Arnouville, dit le « comte d'Arnouville » (avant 1773) puis le « comte de Machault » (après 1773), est un militaire français né à Paris en janvier 1739 et mort à Paris le 2 janvier 1827.
Il est le deuxième fils de Jean-Baptiste de Machault d'Arnouville, contrôleur général des finances et Garde des sceaux de France de Louis XV, et de Geneviève Louise Rouillé du Coudray (1717-1794). 
Il entra dans les Chevau-légers de la garde en 1754 avant d'être nommé capitaine de dragons en 1755. Il fit les campagnes de 1756-1758 et de 1759-1761 comme colonel de Grenadiers. Il fut colonel du régiment Languedoc-Dragons de 1762 à 1780. En 1780, il fut nommé maréchal de camp (général de brigade). 
Emprisonné avec son père et son frère Charles à la prison des Madelonettes de mai à septembre 1794, il fut transféré avec son frère à la maison Montprin. Les deux frères recouvrèrent la liberté en novembre 1794. Armand de Machault se retira alors à Rouen (1796-1799), puis à Paris et enfin à Arnouville-lès-Gonesse.
Il est mort en 1827 sans avoir été marié et sans postérité légitime.